# Generoso Pompa

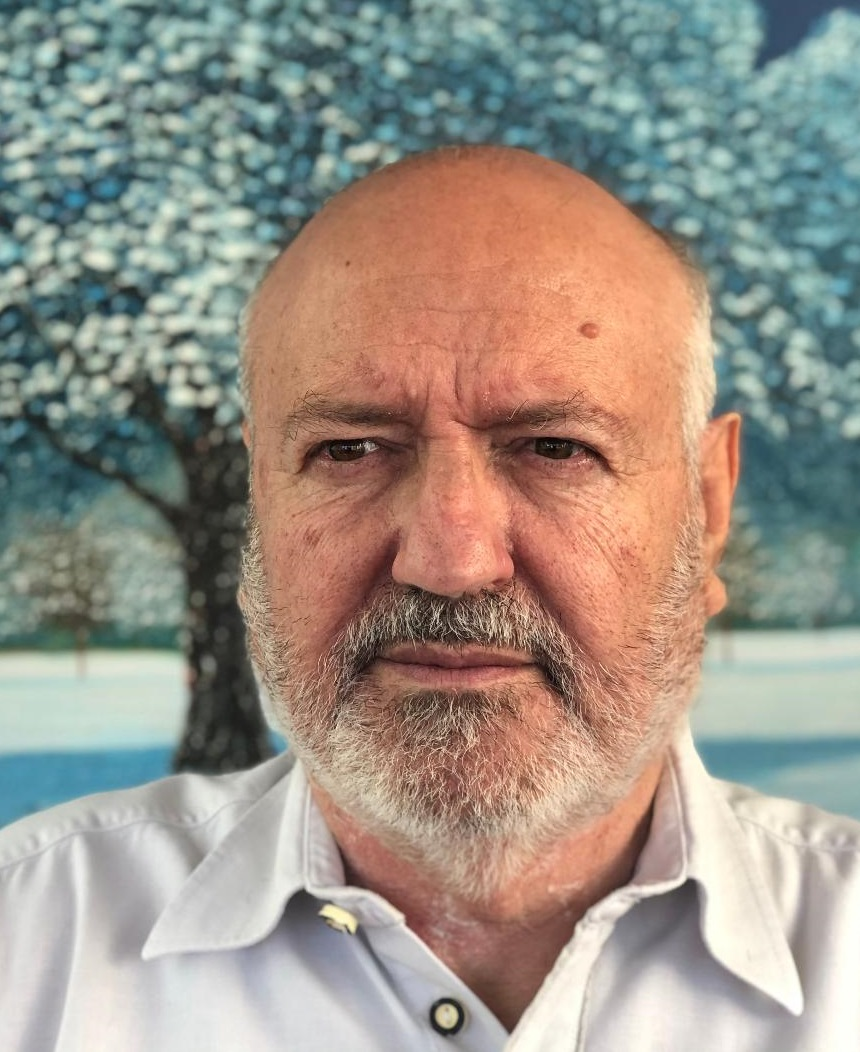
Generoso Pompa (2020)

Generoso Pompa alias Gene (* 11. März 1952 in Alexandria in Ägypten) ist ein zeitgenössischer italienischer Kunstmaler.

## Leben
Pompa begann seine Karriere als Maler in den 1970er-Jahren und machte sich mit künstlerischen Techniken vertraut, indem er die Werke der großen Meister der Vergangenheit kopierte. 1995–1996 schloss er sein Studium der Wandmalerei am San-Giacomo-Institut in Rom ab.
Seit den 1990er-Jahren wechselt er surreale Arbeiten mit rein dreidimensionalen Landschaftsölarbeiten ab, die mit seiner eigenen Relieftechnik unter Verwendung von Pinsel und Spatel hergestellt wurden. Dies macht Genes Gemälde auf der ganzen Welt erkennbar. Er hat an mehr als 100 Einzelausstellungen und 600 nationalen und internationalen Kunstausstellungen teilgenommen. Seine Arbeiten wurden auch in öffentlichen und privaten Galerien und Museen ausgestellt.
Im Jahr 2013 war er der Protagonist der Veröffentlichung seiner Monografie, herausgegeben von Giorgio Mondadori und bearbeitet von Giovanni Faccenda, und 2014–2015 wurden zwei persönliche Kataloge mit Texten von Vittorio Sgarbi veröffentlicht, während 2016 eine Veröffentlichung mit einem kritischen Text von Daniele Radini Tedeschi in MyArt erschien. In den Jahren 2014–2016 waren einige seiner Werke Teil der Szenografie der Rai-3-Fernsehsendung GEO. Er lebt und arbeitet in Italien im Wechsel zwischen Rom und Spoleto.

## Ausstellungen (Auswahl)
- 1992: Persönliche Ausstellung, Palazzo Valentini, i colori dell'immaginazione, Rom
- 1994: Persönliche Ausstellung, Galleria blu di Prussia, Rom
- 1995: Persönliche Ausstellung, Centro culturale Sant'Agostino, Rom
- 1996: Persönliche Ausstellung, I due mondi, Spoleto
- 1996: Persönliche Ausstellung, International Art Expositions, Miami
- 1998: Persönliche Ausstellung, GROV n.1, Landshut
- 2000: Persönliche Ausstellung, Expo Galerie d’art, Rocha, Paris
- 2001: Altstad Expo, Open Air, Regensburg
- 2009: Beau-Rivage Palace, 4ème Foire d’Art, Lausanne
- 2012: Kunstgalerie, Infantellina Expo Berlin
- 2014: Persönliche Ausstellung, Gallery Montserrat, New York City
- 2014: Elbschloss, Residenz Expo, Hamburg
- 2016: International Art Fair, Gallery WikiArte, Persönliche Box, New York City
- 2017: Infinity Sebastian, Art & Naive Gallery Dubrovnik
- 2018: Persönliche Ausstellung, Istituto di Cultura, Krakau
- 2019: Afro-China Festival Art Exposition, Assuan (Egypt)
- 2020: Abu Dhabi (EAU), Art Expo, Dubai

## Veröffentlichungen
- Gene Pompa: Wunder der Natur, von Giovanni Faccenda, Giorgio Mondadori Herausgeber, Mailand, 2013. ISBN 978-88-6052-512-3.
- Gene Pompa: Nicht kontaminierte Landschaften, von Vittorio Sgarbi, EA Editore, Palermo, 2014.
- Gene Pompa, herausgegeben von Vittorio Sgarbi, EA Editore, Palermo, 2016.
- Gene: SIGNA ARTIS-Reihe, von Philippe Daverio, Giovanni Faccenda, Vittorio Sgarbi, Giammarco Puntelli, Carlo Serafini, Edior Giorgio Mondadori, Mailand, 2020. ISBN 978-88-374-1897-7.
- Dossier Gene, von Philippe Daverio, Art Now, Palermo, 2020.